# Yuri Ribeiro
Yuri Ribeiro (Vieira do Minho, 1997. január 24. –) portugál korosztályos válogatott labdarúgó, a Braga hátvéde.

## Pályafutása

### Klubcsapatokban
Ribeiro a portugáliai Vieira do Minho községben született. Az ifjúsági pályafutását az Escola Os Craques és a Braga csapatában kezdte, majd a Benfica akadémiájánál folytatta.
2015-ben mutatkozott be a Benfica felnőtt keretében. A 2017–18-as szezonban a Rio Ave csapatát erősítette kölcsönben. 2019-ben az angol másodosztályban szereplő Nottingham Foresthez igazolt. 2021. augusztus 23-án hároméves szerződést kötött a lengyel első osztályban érdekelt Legia Warszawa együttesével. Először a 2021. augusztus 29-ei, Wisła Kraków ellen 1–0-ra elvesztett mérkőzés 84. percében, Mateusz Wieteska cseréjeként lépett pályára. Első gólját 2022. november 4-én, a Lechia Gdańsk ellen hazai pályán 2–1-es győzelemmel zárult találkozón szerezte meg.
2024. augusztus 23-án a portugál Braga szerződtette.

### A válogatottban
Ribeiro az U16-ostól az U21-esig minden korosztályos válogatottban képviselte Portugáliát.

## Statisztikák
2024. május 25. szerint
| Klub                 | Szezon   | Osztály       | Bajnokság | Bajnokság | Kupa és ligakupa | Kupa és ligakupa | Nemzetközi | Nemzetközi | Összesen | Összesen |
| Klub                 | Szezon   | Osztály       | Meccs     | Gól       | Meccs            | Gól              | Meccs      | Gól        | Meccs    | Gól      |
| -------------------- | -------- | ------------- | --------- | --------- | ---------------- | ---------------- | ---------- | ---------- | -------- | -------- |
| Benfica              | 2016–17  | Primeira Liga | 0         | 0         | 2                | 0                | —          | —          | 2        | 0        |
| Benfica              | 2018–19  | Primeira Liga | 0         | 0         | 5                | 0                | 2          | 0          | 7        | 0        |
| Rio Ave (kölcsönben) | 2017–18  | Primeira Liga | 25        | 1         | 3                | 0                | —          | —          | 28       | 1        |
| Nottingham Forest    | 2019–20  | Championship  | 27        | 0         | 4                | 0                | —          | —          | 31       | 0        |
| Nottingham Forest    | 2020–21  | Championship  | 25        | 1         | 1                | 0                | —          | —          | 26       | 1        |
| Legia Warszawa       | 2021–22  | Ekstraklasa   | 12        | 0         | 3                | 0                | 3          | 0          | 18       | 0        |
| Legia Warszawa       | 2022–23  | Ekstraklasa   | 24        | 1         | 5                | 0                | —          | —          | 29       | 1        |
| Legia Warszawa       | 2023–24  | Ekstraklasa   | 27        | 0         | 1                | 0                | 11         | 2          | 39       | 2        |
| Összesen             | Összesen | Összesen      | 140       | 3         | 24               | 0                | 16         | 2          | 180      | 5        |

## Sikerei, díjai
Benfica
- Taça de Portugal
  - Győztes (1): 2016–17

Legia Warszawa
- Lengyel Kupa
  - Győztes (1): 2022–23

- Lengyel Szuperkupa
  - Győztes (1): 2023